# Perfect Strangers (film, 1950)
Pour les articles homonymes, voir Perfect Strangers.

Perfect Strangers est un film américain de Bretaigne Windust sorti en 1950.

## Fiche technique
- Réalisation : Bretaigne Windust
- Production : Warner Bros.
- Image : Peverell Marley
- Musique : Leigh Harline
- Montage : David Weisbart
- Durée : 88 minutes
- Dates de sortie : 
  - États-Unis : 11 mars 1950

## Distribution
- Ginger Rogers: Terry Scott
- Dennis Morgan : David Campbell
- Thelma Ritter : Lena Fassler
- Margalo Gillmore : Isobel Bradford
- Alan Reed : Harry Patullo
- Paul Ford : Juge Byron
- Harry Bellaver : Gabor Simkiewicz
- Ford Rainey : Ernest Craig
- Anthony Ross : Robert (Bob) Fisher
- Howard Freeman : Arthur Timkin
- George Chandler : Lester Hubley
- Frank Conlan : John Brokaw
- Charles Meredith : Lyle Pettijohn
- Marjorie Bennett : Mme Moore
- Edith Evanson : Mary Travers
- Sumner Getchell : John Simon